# Cornelius Clarkson Vermeule III
Cornelius Clarkson Vermeule III (Orange, Nova Jérsei, 10 de agosto de 1925 — Cambridge, 27 de novembro de 2008) foi um estudioso norte-americano de arte antiga e curador de arte clássica no Museu de Belas Artes de Boston, de 1957 a 1996.

## Biografia
Ele nasceu em Orange, Nova Jérsei, em 1925. Cornelius entrou na Universidade Harvard em 1943, Ele também serviu ao Exército dos Estados Unidos com dezanove anos de idade.
Vermeule casou-se com a arqueóloga Emily Dickinson Townsend em 1957. Ele é o pai de Blakey Vermeule, professora de inglês na Universidade Stanford e Adrian Vermeule, um professor de direito na Harvard Law School.
De 1953 a 1955, ele lecionou artes plásticas na Universidade de Michigan. De lá mudou-se para o Bryn Mawr College como professor de arqueologia até 1957, quando foi nomeado curador de coleções clássicas para o Museu de Belas Artes de Boston. Ele se casou com uma estudante de Bryn Mawr, Emily Townsend no mesmo ano. Enquanto estava no museu, Vermeule também foi palestrante em artes plásticas no Smith College. Foi galardoado com uma bolsa de estudos Guggenheim em 1969.
Vermeule assumiu a direção do Museu de Belas Artes de Boston na década de 1970. Seu mandato como administrador foi marcado pela compra de dois grandes vasos retratando a queda de Troia e a morte de Agamemnon, um retrato romano de um homem velho, e um machado de ouro minoano duplo. Ele treinou vários artistas, incluindo Marion True do Museu J. Paul Getty e Carlos Picon.
Morreu com a idade de oitenta e três anos em Cambridge, Massachusetts em 27 de novembro de 2008 por complicações de parada cardiorrespiratória.